# Lente (Luts)

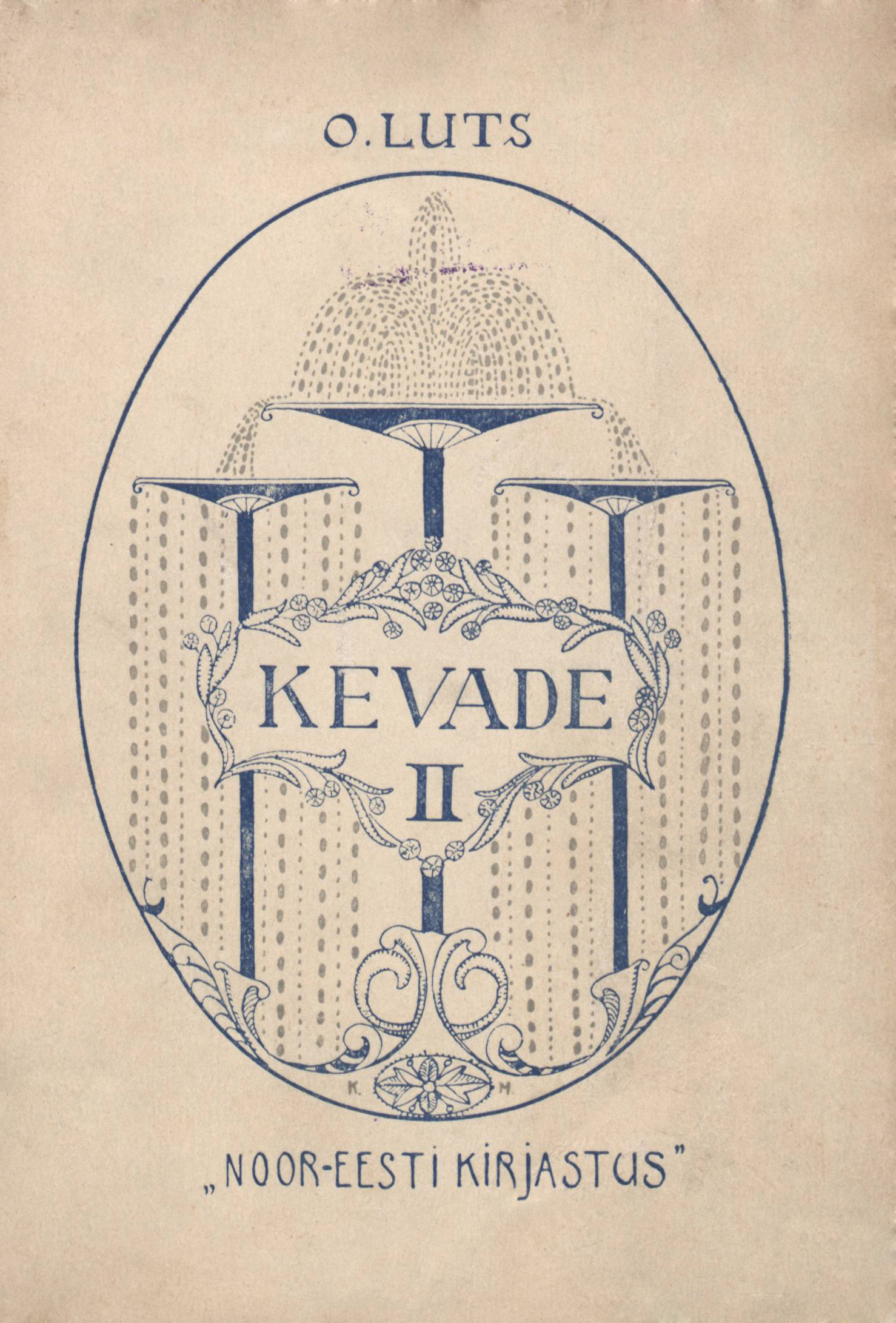
Cover "Lente/Kevade" II

Lente (originele titel: Kevade) is een boek geschreven door de Estse auteur Oskar Luts, oorspronkelijk gepubliceerd in twee delen in 1912 en 1913. Het verhaal biedt een inkijk in het schoolleven in het begin van de 20e eeuw in Estland. Oskar Luts werd geïnspireerd door zijn eigen schoolervaringen. Het narratief speelt zich af in een school in Paunvere, een omgeving vergelijkbaar met Palamuse in het Gouvernement Lijfland. 
Lente heeft als basis gediend voor verschillende toneelstukken en films. In 1969 werd er een film gemaakt die later in 2002 door een groep recensenten werd uitgeroepen tot de beste Estse film aller tijden. Het voormalige schoolgebouw van Luts in Palamuse is inmiddels omgebouwd tot een museum gewijd aan het boek en de film.